# Tărcaia
Tărcaia (ou Köröstárkány en hongrois), est une commune roumaine du județ de Bihor, en Transylvanie, dans la région historique de la Crișana et dans la région de développement Nord-Ouest.

## Géographie
La commune de Tărcaia est située dans le sud-est du județ, sur la rive gauche du Crișul Negru, dans les Monts Codru, à la limite avec le județ d'Arad, à 4 km au sud de Beiuș et à 61 km au sud-est d'Oradea, le chef-lieu du județ.
La municipalité est composée des quatre villages suivants, nom hongrois, (population en 2002) :
- Mierag, Mérág (212)
- Tărcaia, Köröstárkány (1 188), siège de la commune ;
- Tărcăița, Tárkányka (433) ;
- Totoreni, Tatárfalva (321).

## Histoire
La première mention écrite du village de Tărcaia date des années 1000-1050.
La commune, qui appartenait au royaume de Hongrie, en a donc suivi l'histoire.
Après le compromis de 1867 entre Autrichiens et Hongrois de l'empire d'Autriche, la principauté de Transylvanie disparaît et, en 1876, le royaume de Hongrie est partagé en comitats. Tărcaia intègre le comitat de Bihar (Bihar vármegye).
À la fin de la Première Guerre mondiale, l'Empire austro-hongrois disparaît et la commune rejoint la Grande Roumanie au traité de Trianon. Le 19 avril 1919, le village est le théâtre d'un drame, 91 villageois hongrois sont assassinés par des troupes roumaines.
En 1940, à la suite du deuxième arbitrage de Vienne, elle n'est pas annexée par la Hongrie et reste en territoire roumain.

## Politique
| Période                                  | Période  | Identité       | Étiquette     | Qualité |
| ---------------------------------------- | -------- | -------------- | ------------- | ------- |
| Les données manquantes sont à compléter. |          |                |               |         |
| 2000                                     | En cours | Aurel-Dan Ille | PDL, puis PNL |         |

| Parti | Parti                                           | Sièges |
| ----- | ----------------------------------------------- | ------ |
|       | Parti social-démocrate (PSD)                    | 5      |
|       | Union démocrate magyare de Roumanie (UDMR)      | 4      |
|       | Parti national libéral (PNL)                    | 1      |
|       | Parti populaire hongrois de Transylvanie (PPMT) | 1      |

## Religions
En 2002, la composition religieuse de la commune était la suivante :
- Réformés, 44,24 % ;
- Chrétiens orthodoxes, 39,74 % ;
- Baptistes, 8,63 % ;
- Chrétiens évangélistes, 5,33 % ;
- Catholiques romains, 0,92 %.

## Démographie
La commune a une majorité de population hongroise. Le village central de Tărcaia est presque entièrement hongrois tandis que les trois autres villages de Tărcăița, Mierag et Totoreni sont exclusivement roumains.
En 1910, à l'époque austro-hongroise, la commune comptait 1 471 Hongrois (52,14 %) et 1 347 Roumains (47,75 %).
En 1930, on dénombrait 1 473 Roumains (50,97 %) et 1 412 Hongrois (48,86 %).
En 1956, après la Seconde Guerre mondiale, 1 574 Roumains (53,43 %) côtoyaient 1 371 Hongrois (46,54 %).
En 2002, la commune comptait 1 161 Hongrois (53,89 %), 989 Roumains (45,91 %) et 3 Ukrainiens (0,13 %).
| 1880  | 1890  | 1900  | 1910  | 1920  | 1930  | 1941  | 1956  | 1966  |
| ----- | ----- | ----- | ----- | ----- | ----- | ----- | ----- | ----- |
| 2 151 | 2 336 | 2 456 | 2 821 | 2 547 | 2 890 | 2 964 | 2 946 | 2 826 |

| 1977  | 1992  | 2002  | 2007  | - | - | - | - | - |
| ----- | ----- | ----- | ----- | - | - | - | - | - |
| 2 753 | 2 365 | 2 154 | 2 025 | - | - | - | - | - |

## Économie
L'économie de la commune repose sur l'agriculture, l'élevage et l'exploitation des forêts.

## Communications

### Routes
Tărcaia est située à proximité de la route nationale DN76 Oradea-Beiuș- Deva.

## Lieux et monuments
- Mierag, église orthodoxe en bois de la Dormition de la Vierge, datant de 1756 et classée monument historique[5] ;

- Tărcăița, église orthodoxe en bois de la Descente de l'Esprit Saint, datant de 1796 et classée monument historique[5] ;

- Totoreni, église orthodoxe en bois de la Dormition de la Vierge, datant de 1697 et classée monument historique[5].

## Galerie

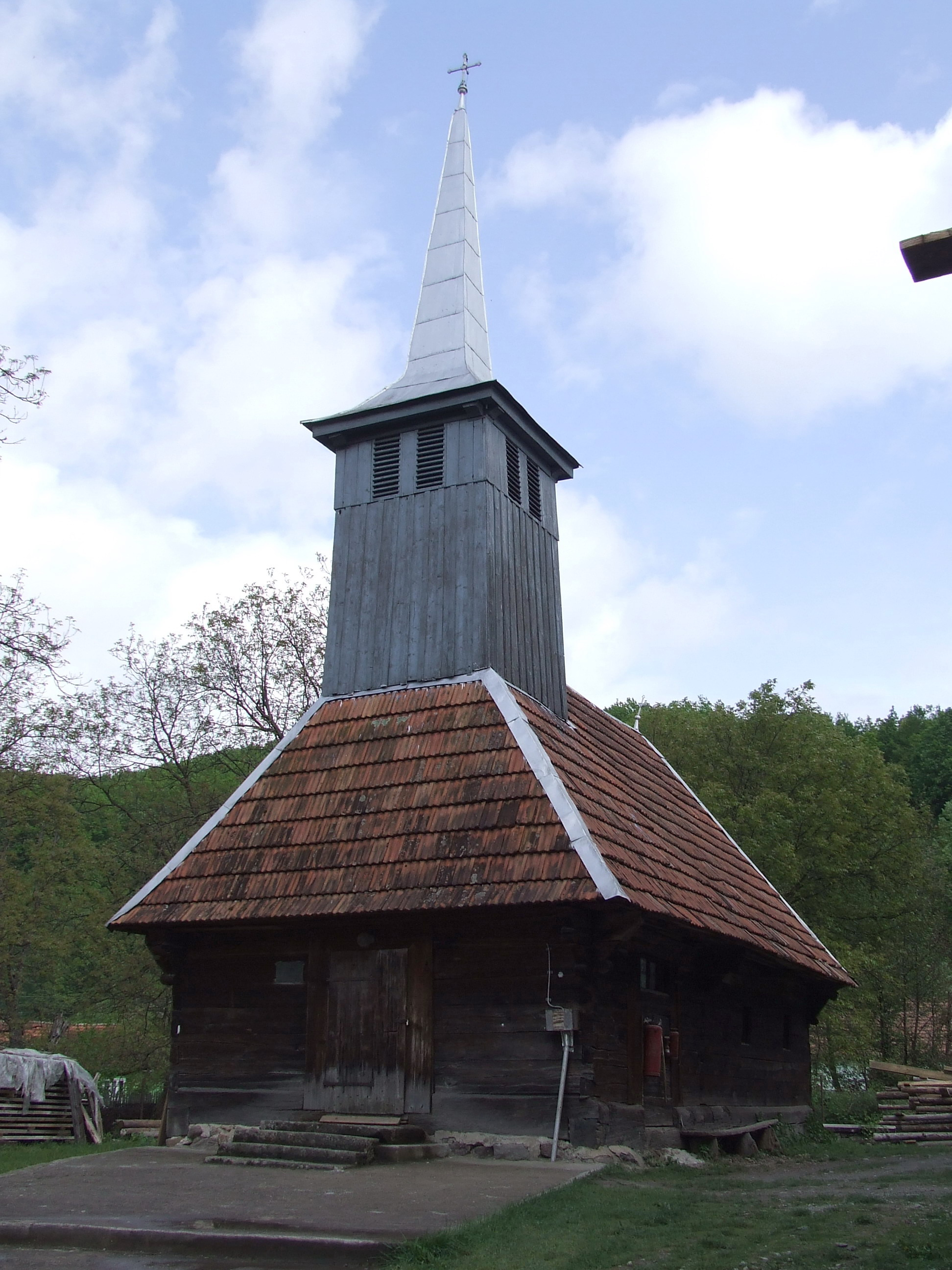
Église de Tărcăița
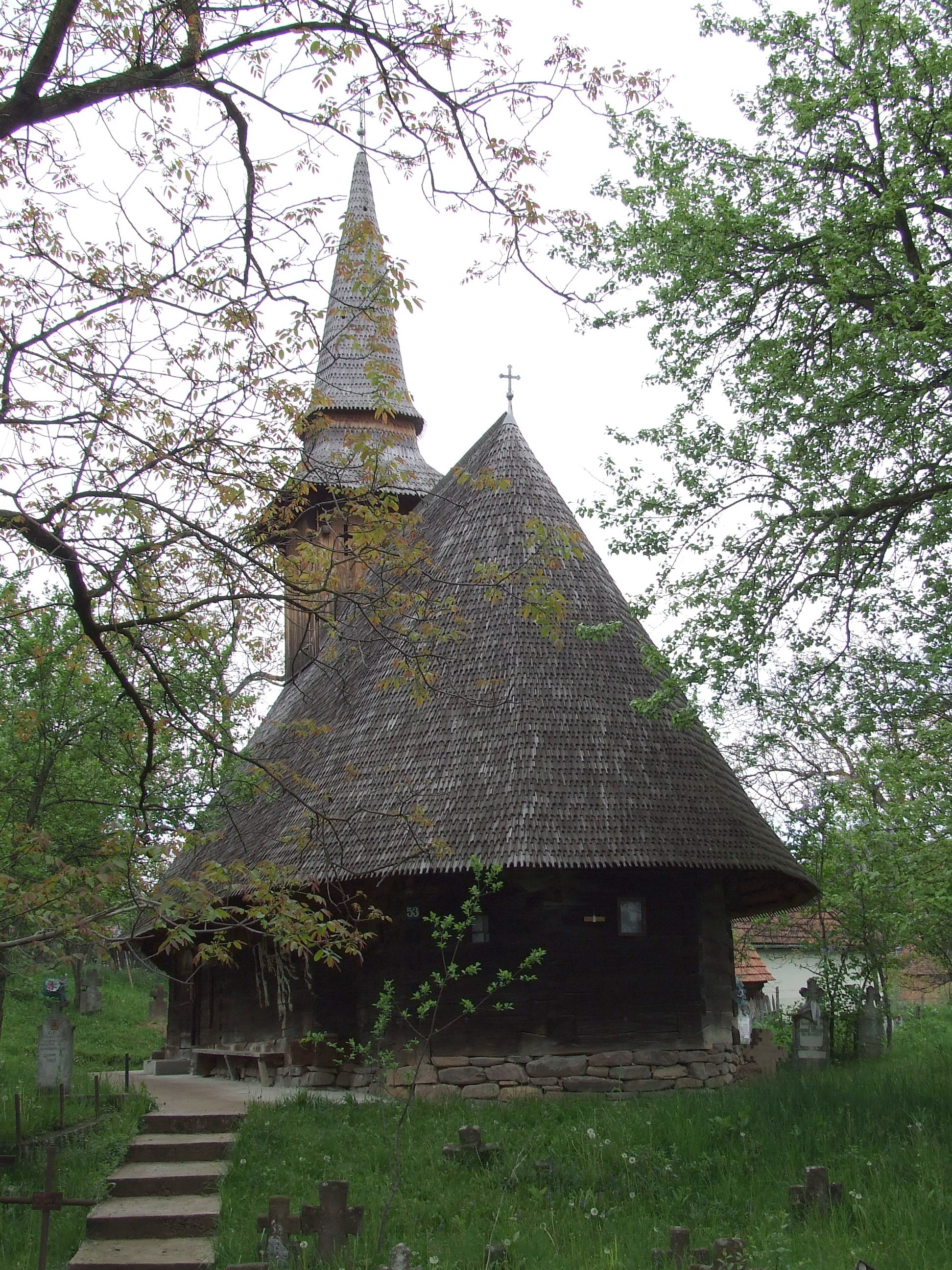
Église de Mierag
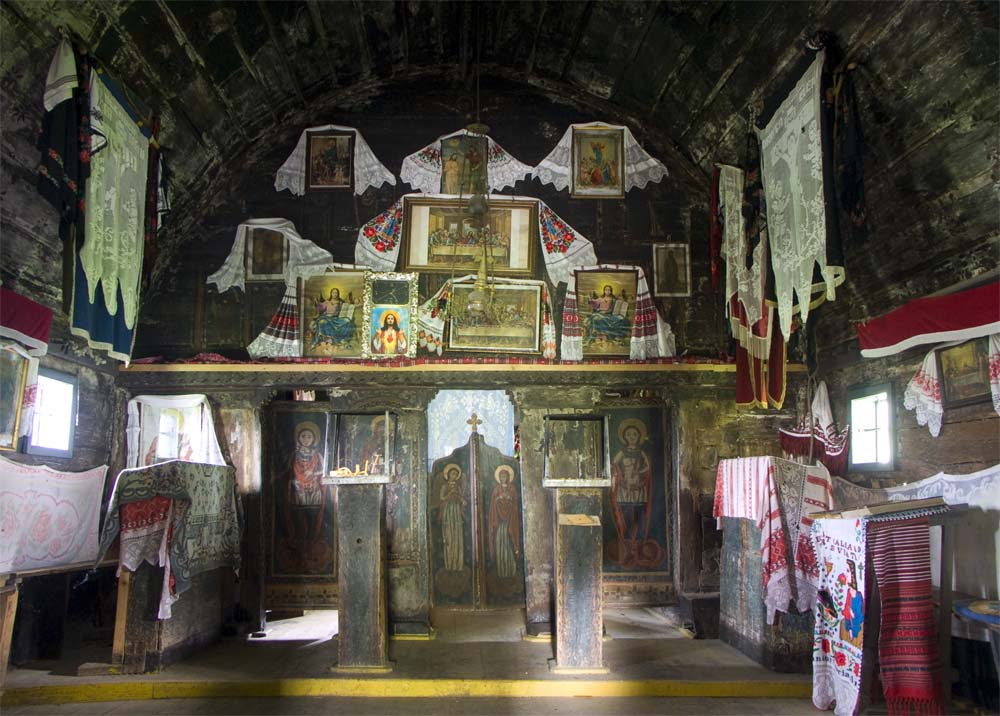
Nef de l'église de Totoreni